# 史坦利·布魯希納
史坦利·布魯希納（英語：Stanley B. Prusiner，1942年5月28日—），美国神經學家和生物化学家，加州大學舊金山分校神经退行性疾病研究所所长。发现朊病毒——一类主要或仅由蛋白质组成的具有感染能力可繁殖的病原体。